# Wulf Jasper Brockdorff
Wulf Jasper (von) Brockdorff (1. april 1673 – 19. februar 1740) var en dansk gehejmeråd og holstensk godsejer til Wensin, Lindau, Nør og Klein-Nordsee.
Han var næstældste søn af Ditlev Brockdorff og dennes første hustru. Allerede i 1698 blev han landråd og Dannebrogsridder og ægtede året efter Cathrine Christine Ahlefeldt af huset Osterrade; hun var født i Kiel 1678 og døde af kopper 4. december 1718. Brockdorff var holsten-gottorpsk generalmajor, ridder af Sankt Annas Orden, blev i 1701 dansk gehejmeråd og i 1731, et års tid før sin død, gehejmekonferensråd. Han døde 19. juli 1732. Med sin hustru havde han 7 sønner og 1 datter. De to af sønnerne gik i polsk-sachsisk tjeneste, men opnåede ikke nogen større navnkundighed:
- Benedict Brockdorff (17. april 1701 – 1. april 1771). holstensk gehejmeråd, ridder af Sankt Annas Orden
- Cai Brockdorff (27. august 1710 – 1775), storfyrstelig kammerherre og oberst, gift 15. oktober 1736 med Berthe Cathrine Brockdorff